# باربرا هيلر
باربرا هيلر (بالألمانية: Barbara Heller)‏ هي عازفة بيانو وملحنة ألمانية، ولدت في 6 نوفمبر 1936 في لودفيغسهافن في ألمانيا.

## وصلات خارجية
- باربرا هيلر على موقع IMDb (الإنجليزية)
- باربرا هيلر على موقع ميوزك برينز (الإنجليزية)
- باربرا هيلر على موقع قاعدة بيانات برودواي على الإنترنت (الإنجليزية)
- باربرا هيلر على موقع ديسكوغز (الإنجليزية)